# Rancure
Le Rancure est un torrent des Alpes-de-Haute-Provence, en région Provence-Alpes-Côte d'Azur, et un affluent de la Durance, au niveau d'Oraison, donc un sous-affluent du Rhône.

## Géographie
La longueur de son cours d'eau est de 23,9 km.

### Communes traversées
De la source au confluent avec la Durance : Saint-Jeannet (source), Saint-Julien-d'Asse, Entrevennes, Le Castellet, Oraison, Villeneuve (confluence).

### Bassin versant
Le Rancure traverse une seule zone hydrographique « Le Rancure » (X132) de 7 955 km2 de superficie.

## Affluents
Le Rancure a trois tronçons affluents référencés :
- le ravin de la Rouselroux (rd[note 1]),
- le ruisseau de la Roumegière avec un affluent :
  - le ravin de Val Richard,
- le torrent de Pulmichel,

Donc son rang de Strahler est de trois.

## Hydrologie
Asséché depuis le début des années 2000, le Rancure a coulé à nouveau du 7 au 9 février 2009, à la suite de fortes précipitations, puis le 24 mars 2013, et pour la dernière fois début février 2014.